# Yves Stalloni
Yves Stalloni, né le 15 mai 1944, est un professeur de littérature française et un écrivain. 

## Biographie
Yves Stalloni est né le 15 mai 1944 dans l'Isère. Après ses études de lettres à l'université d'Aix-en-Provence, il devient agrégé de Lettres modernes et enseigne notamment au Lycée Dumont-d'Urville de Toulon. Dans cette ville, il a également en charge certaines classes préparatoires dont les « prépas-HEC » (culture générale) et la classe de Première supérieure (khâgne). Dans cette fonction, il est nommé professeur de chaire supérieure. Parallèlement, il est chargé de cours à l'université de Toulon dans diverses sections. Il a soutenu en 1996 une thèse d'État en littérature  à l'université de Nice sur le sujet : Des formes au sens. De Prévost à Perec. 
Yves Stalloni a participé à de nombreux jurys de concours pour les grandes écoles de commerce et pour le recrutement d'enseignants (Capes, Agrégation). Il est, depuis 2004, membre titulaire de l'Académie du Var et depuis 2018 président du comité de Toulon et du Var de la Dante Alighieri. Il exerce parallèlement une activité de conférencier (littérature, sciences humaines, art), essentiellement dans la région sud-est. Il a également publié plus de cinquante ouvrages dans des  domaines divers : universitaire, sur des questions de culture générale, autour de la langue et six romans (voir ci-dessous). 

## Principaux ouvrages
- L'Oral de Culture générale aux grands concours, Éditions Ellipses, 1987
- Q.C.M. de culture générale, (avec Daniel Fouquet), Éditions Dunod, 1991(rééd. Ellipses, 2007)
- Q.CM. de culture contemporaine (avec Daniel Fouquet), éd. Dunod (1994) (rééd. Ellipses, 2008)
- Précis de littérature française, (en collaboration), éd. Armand Colin, 1995 (rééd. 2009, 2013)
- Les Romans-clés de la littérature française, Éditions du Seuil, coll. "Mémo", 1998
- La Contraction de texte, Ellipses, 1998.
- Les Nuages de Magellan, roman, L'Harmattan, 1998.
- La Synthèse de textes, Ellipses, 1999.
- Les Genres littéraires[5], Armand Colin, coll. "128", 2001 (rééd. 2008)
- Écoles et courants littéraires[6], Armand Colin, coll. « Lettres sup », 2002 (rééd. 2009, 2015)
- Les Plus Beaux Manuscrits de la littérature française, (collaboration, sous la direction de Roselyne de Ayala et Jean-Pierre Guéno), La Martinière, 2002.
- Petit manuel de conversation, Studyrama, 2005.
- Dictionnaire du roman[7], Armand Colin, 2006 (rééd. 2013).
- Petit inventaire des citations malmenées (avec Paul Desalmand)[8],[9], Éditions Albin Michel, 2009
- 365 Proverbes expliqués (avec Paul Desalmand)[10], Chêne, 2010.
- Eudoxe ou une initiation toulonnaise, roman, Géhess, 2010. Réédition : Sudarènes, 2015.
- 365 expressions expliquées[11] (avec Paul Desalmand), Chêne, 2011.
- Petit inventaire des vraies fausses citations (avec Paul Desalmand), Éditions Albin Michel, 2011.
- 365 expressions mythologiques et bibliques (avec Paul Desalmand), Chêne, 2012.
- 365 mots nouveaux expliqués[12] (avec Paul Desalmand), Chêne, 2013.
- 365 expressions latines expliquées (avec Paul Desalmand), Chêne, 2013.
- Le Grand livre du français (avec Paul Desalmand), Chêne, 2014.
- 365 mots de l’amour et l’amitié expliqués (avec Paul Desalmand), Chêne, 2015.
- 365 éponymes expliqués[13],[14] (avec Paul Desalmand), Chêne, 2015.
- Proverbes oubliés expliqués[15] (avec Paul Desalmand), Chêne, 2017.
- Les 100 mots du roman, PUF, coll. « Que sais-je ? », 2017.
- L'Homme des phares - La vie très riche et très romanesque de Michel Pacha, roman, Sudarènes, 2017.
- La Littérature française en 100 romans, Chêne, 2018.
- Brèves leçons sur Ulysse et sa Méditerranée, illustr. de Louis Imbert, Publilivre, 2018.
- Abécédaire d'ovalie - Le Rugby de A à Z, avec René Bastelica, illustr. de Michel Démares, Publilivre, 2019.
- De l'écran à l'autel - La double carrière du bon abbé Galli, roman, Publilivre, 2019.
- Jusqu'aux étoiles - L'épopée tragique du "Dixmude" et de son commandant, roman, Publilivre, 2020.
- Le Colonel et la Vénus, roman, Sudarènes, 2021.
- Mais que fait cette grenouille têtue comme une mule dans le bénitier - Les animaux dans les expressions françaises, Christine Bonneton, coll. « Au fil des mots », 2021.
- En deux temps et trois mouvement et sans y aller par quatre chemins -  Les expressions de la langue à partir des chiffres, Christine Bonneton, coll. « Au fil des mots », 2021
- Jouer les Cassandre sans tomber de Charybde en Scylla - Expressions et mots tirés de la mythologie, Christine Bonneton, coll. « Au fil des mots », 2022.
- Fille aînée de mes illusions - Le grand amour secret de Jean Aicard, roman, Sudarènes 2023

## Éditions critiques commentées
- La Princesse de Clèves, postface et notes, éd. L'École-Le Seuil, 1992
- Les Égarements du cœur et de l'esprit, postface et notes, éd. L'École-Le Seuil, 1993
- Manon Lescaut, Postface et notes , éd. L'École-Le Seuil, 1993
- Les Liaisons dangereuses, Chronologie, bibliographie et notes, Garnier, 1995
- Les Rêveries du promeneur solitaire de Rousseau, bibliographie, Garnier, 1997
- Candide de Voltaire, “ Bibliothèque ” Gallimard, 2000
- L’Enfant de Jules Vallès, “ Folio-Classique ” Gallimard, 2003
- L’Ancien Testament, « Classique abrégé », L’École des Loisirs, 2003.
- Les Confessions de Rousseau, « Classique abrégé », L’École des Loisirs, 2004
- Les Caractères de La Bruyère, Larousse, 2005.
- L’Ingénu de Voltaire, Larousse, 2006
- La Divine comédie de Dante, « Classique abrégé », L’École des Loisirs, 2007
- Les Fables de La Fontaine, Larousse, 2007
- Les Aventures de Pinocchio de Collodi (nouvelle traduction, introduction et notes), L’École des Loisirs, 2011.

Articles et études
- Lectures intégrales  - Dossier des Professeurs - Le Livre de Poche  (5 études)
- Analyses et Réflexions, Éditions Ellipses  (une trentaine d’études)
- Encyclopédie philosophique universelle, Tome III, sous la direction de J.-F.Mattéi, Les Œuvres  (1992) Trois études.
- Europe : “Verlaine poète de l’eau”, 1974
- Information  littéraire :  « Apollinaire et les Poèmes à Lou », 1977
- Revue des lettres modernes  (Minard)  :  Guillaume Apollinaire  : " Les mécanismes sous-jacents de la création poétique" (no 14 , 1978) ; "Apollinaire  ou la vocation de l’amour "( no 17 , 1987)

- Revue des lettres modernes - Pierre-Jean Jouve : “Les objets dans Paulina 1880 » , (no 3, 1988)
- Le Magazine littéraire « De l’horreur à la Littérature »[16], janvier 2005. Autres articles en 2007.
- Encyclopædia universalis junior : une soixantaine  d'articles (2007) ; 30 articles (2009) ; 30 articles (2011) ; 30 articles (2012) ; 12 articles (2013), 2022 : 10 articles.
- Revue  L'École des Lettres, collaboration régulière (trois à cinq articles par an) depuis 1974 : thèmes et œuvres littéraires, articles pédagogiques, recensions bibliographiques, éditoriaux, cinéma, etc.
- Depuis 2008 : collaboration régulière au Blog de L’École des Lettres (chroniques de littérature, de théâtre et de cinéma).